# Échelle à crinoline
Ne doit pas être confondu avec Crinoline.

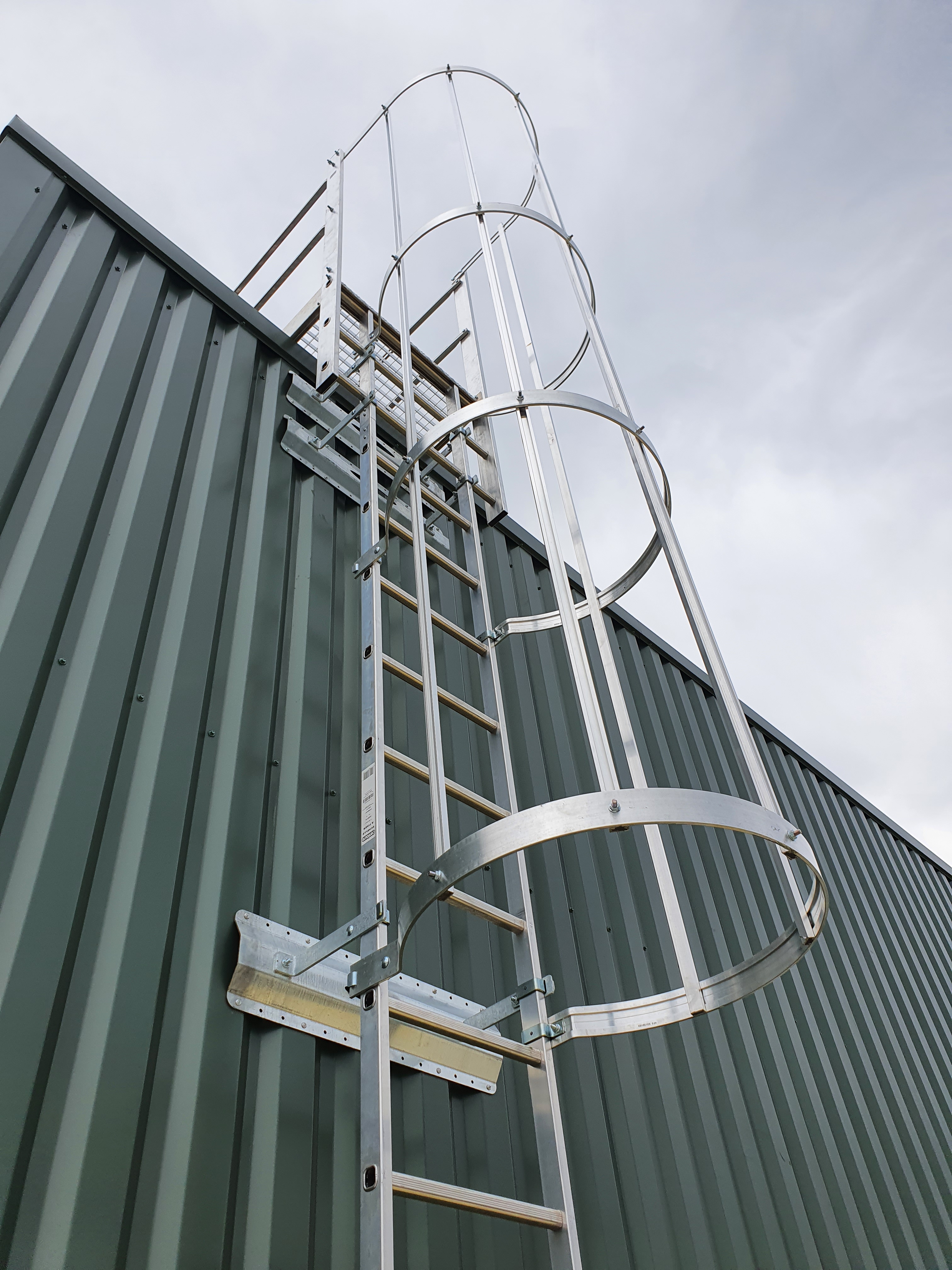
Echelle crinoline aluminium avec fixation sur bardage

Les échelles à crinoline sont des moyens d'accès permanent voués à desservir les terrasses, bâtiments et installations industrielles. Elles peuvent être également utilisées pour l'évacuation des personnes comme issue de secours si d'autres moyens tels que des escaliers ou passerelles ne peuvent être mis en œuvre. Il en existe en plusieurs matériaux : aluminium, acier galvanisé, inox 316L, inox 304L, matériaux composites, etc.

## Normes

### Internationales
En 2004, il n'y avait pas de norme internationale pour les échelles à crinoline. La norme ISO 14122-4 est élaborée en 2004 et mise à jour en 2016.

### En France et Europe
En France, les échelles à crinoline sont soumises à différentes normes :
- NF EN ISO 14122-4 lorsque l'échelle à crinoline sert d'accès à une machine.
- NF-E 85-016 lorsque l'échelle à crinoline sert d'accès à un bâtiment.
- NF EN 1090 pour les constructeurs de structures en acier et aluminium. Les échelles à crinoline sont soumises au règlement UE n°305/2011 des produits de construction. Le fabricant d'échelle certifié NF EN 1090 appose le marquage CE et délivre un certificat de conformité. Cette démarche nécessite la validation de la certification soudure EN ISO 3834

La norme ISO est obligatoire.
Les points importants
- Une protection par crinoline doit équiper l'échelle lorsque celle-ci est supérieure à 3 mètres.
- Le premier arceau s'installe entre 2,20 et 3 mètres du sol.
- La sortie frontale doit obligatoirement comporter un portillon à fermeture automatique, une marche palière et des protections latérales (pour être conforme à la norme NF-E 85016).
- Une volée d'échelle ne peut excéder 8 mètres. Au-delà, un palier de repos sera installé tous les 6 mètres.
- Les paliers ou marches doivent être ajourés pour favoriser l'évacuation de substances

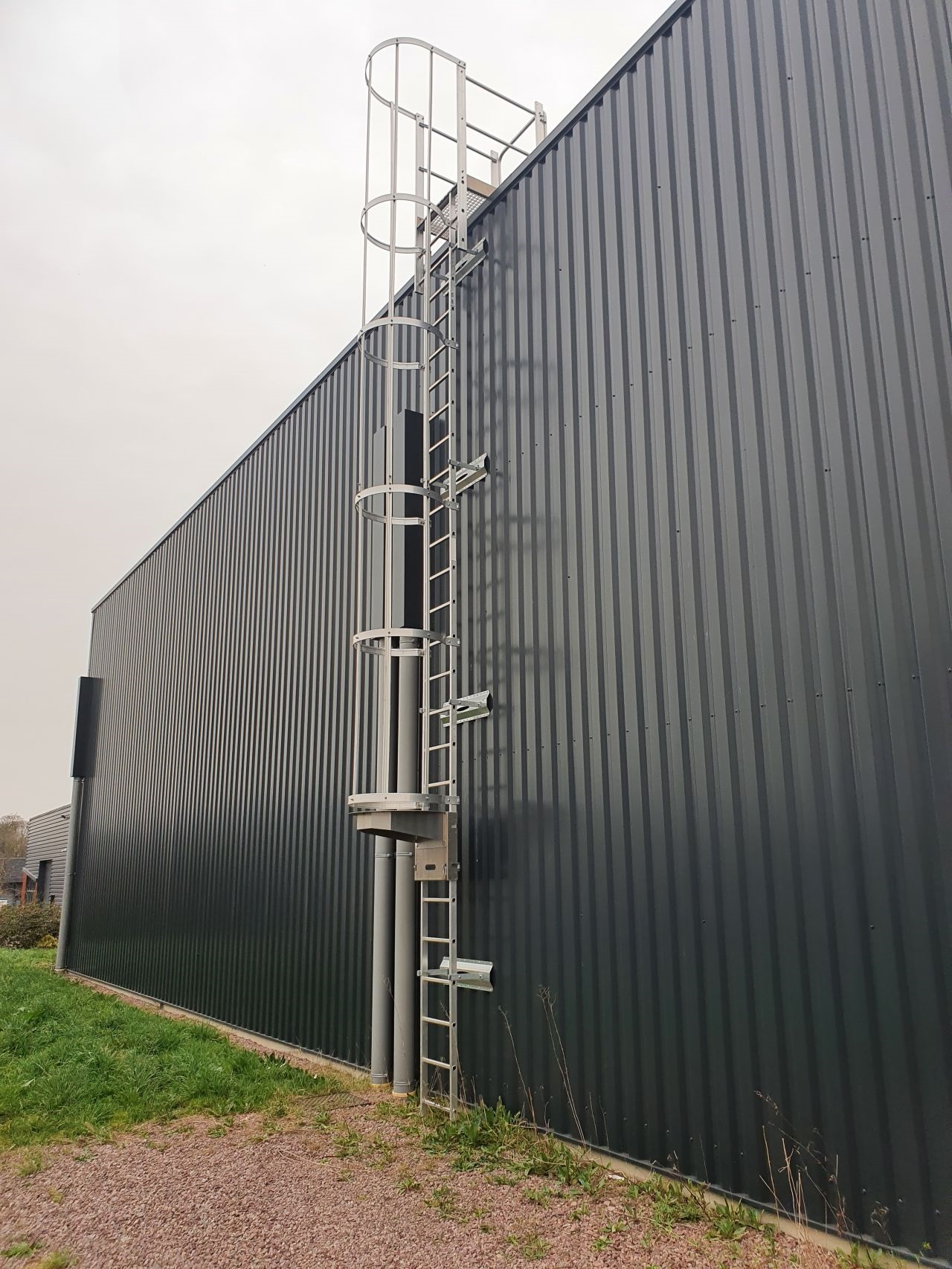
Échelle à crinoline en aluminium

### Aux USA
Aux États-unis, les normes OSHA 1910.27 et ANSI s'appliquent.
La norme ISO n'est pas obligatoire.
Les points importants
- Les échelons doivent être larges d'au moins 42 cm (16 pouces) et espacés les uns des autres de moins de 30 cm (12 pouces).
- Les montants sont conçus pour que le pied ne puisse pas sortir de l'échelon par le côté.
- L'échelle doit être séparée de la paroi de plus de 18 cm (7 pouces), afin que la pointe du pied puisse dépasser et que le pied soit stable sur l'échelon. S'il y a un élément saillant, par exemple une gouttière, l'échelle recule d'autant.
- La crinoline est obligatoire lorsque la hauteur de l'échelle est supérieure à 6,10 m (20 pieds), mais est recommandée à partir de 3,35 m (11 pieds).
- Le premier arceau s'installe entre 2,15 m (7 pieds) et 2,45 m (8 pieds).
- La sortie latérale est préférée par rapport aux sorties frontales ou aux sorties par trappe (pour les sorties par le plancher ou sur l'arrière).

## Accès du bas

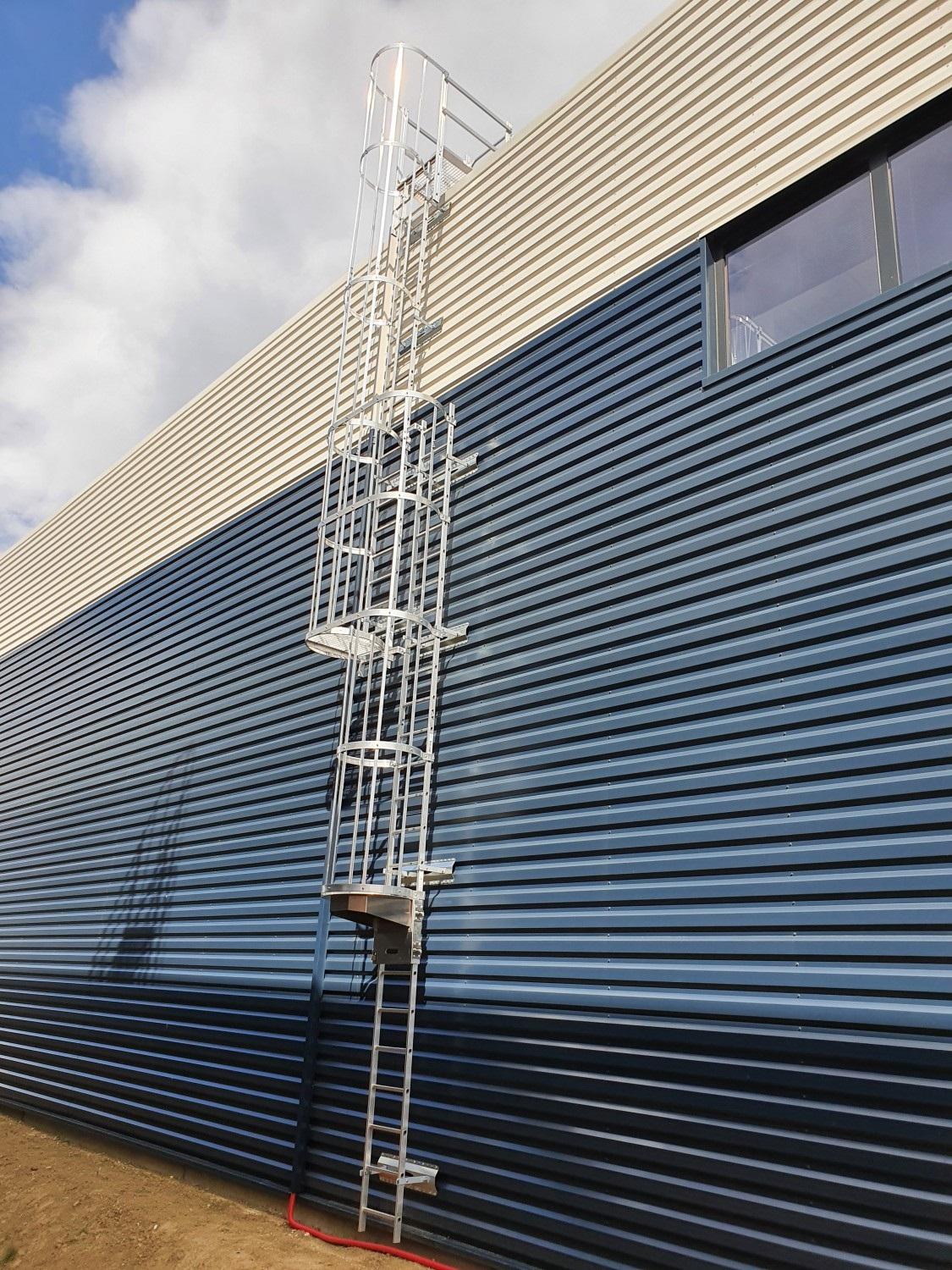
Opercule de condamnation sur échelle à crinoline

Il existe différents types de protection (qui sont régis par la norme NF-E 85-012) :
- Porte : Servant principalement à l'anti-intrusion.
- Panneau pivotant : Servant principalement à l'interdiction d'accès.
- Trappe de fermeture : Modèle économique ne répondant pas à la norme NF E 85-012.

Les types
- Type A :

Porte de condamnation montée sur paumelles avec fermeture à cadenas ou à serrure.
Porte amovible à crochets.
- Type B :

Trappe de fermeture montée sous l'arceau.
Panneau pivotant montée sur paumelle.
- Type C :

Tôle perforée acier ou aluminium rivetée sur la crinoline.

## Accès du haut

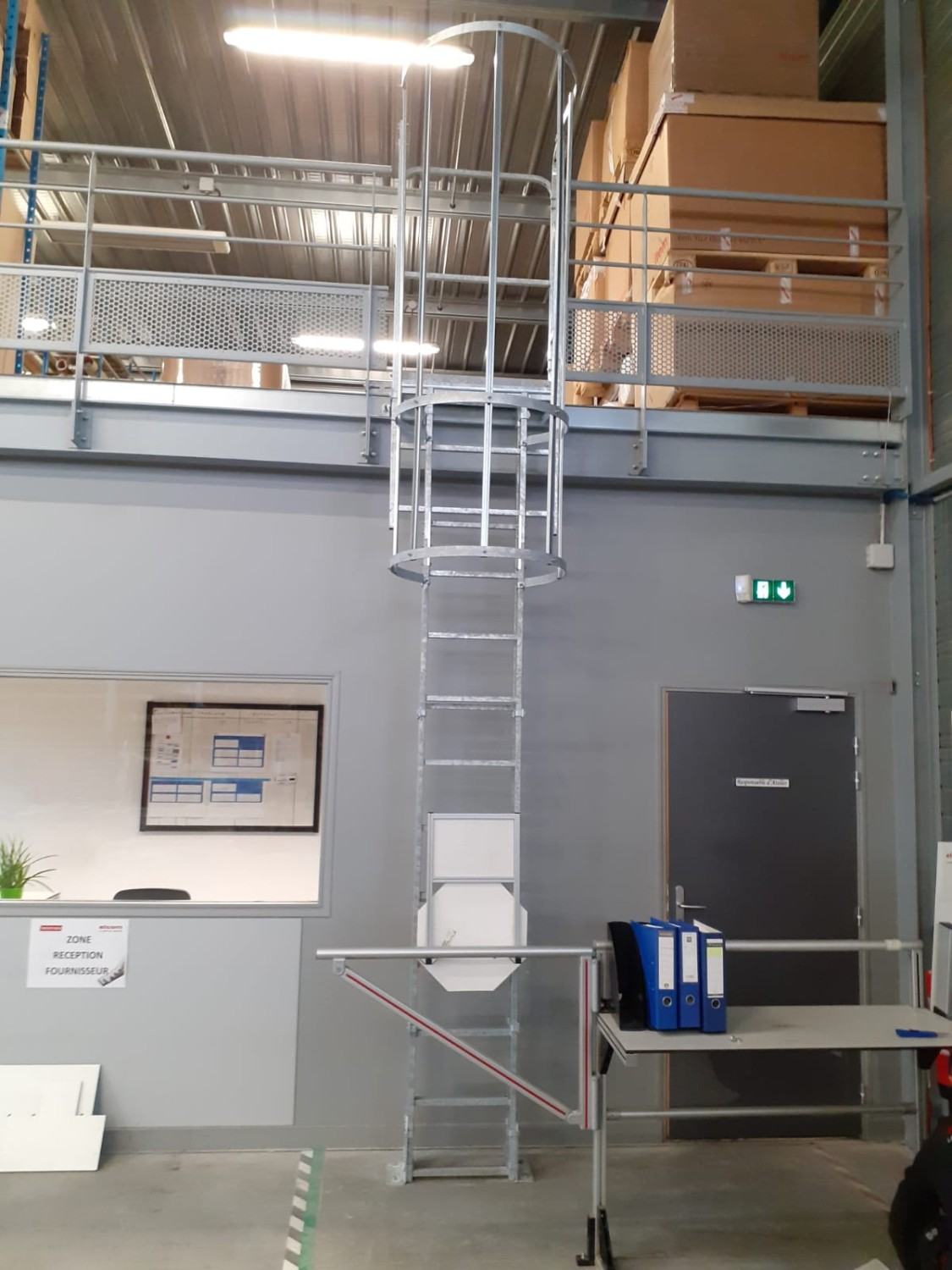
Echelle à crinoline acier bifixation

La partie haute de l'échelle doit être protégée jusqu'au-delà du dernier barreau, afin de permettre une entrée ou une sortie de la crinoline en sécurité. 
Il existe pour cela plusieurs types de sorties qui s'adaptent aux échelles à crinoline en acier, en aluminium ou inox.
La sortie de face, la sortie latérale, la sortie sous trappe ouverte et la sortie sous trappe fermée, il existe cependant une porte de condamnation avec une pédale de déverrouillage qui permet à la porte de s'ouvrir lors de la descente de l'échelle.
L'échelle à crinoline peut également déboucher sur une plateforme qui enjambe un mur acrotère (ou mur besquaire) et sur laquelle la personne se retourne pour redescendre l'autre face. On l'appelle sortie de face avec passage acrotère